# بخش سیکامور (شهرستان ویاندوت، اوهایو)
بخش سیکامور (به انگلیسی: Sycamore Township) یک منطقهٔ مسکونی در ایالات متحده آمریکا است که در شهرستان وایندات، اوهایو واقع شده‌است.
 بخش سیکامور ۶۲٫۷ کیلومتر مربع مساحت و ۱٬۶۰۰ نفر جمعیت دارد و ۲۵۳ متر بالاتر از سطح دریا واقع شده‌است.